# ウィリアム・エドワード・エアトン

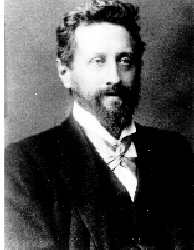
ウィリアム・E・エアトン

ウィリアム・エドワード・エアトン（William Edward Ayrton、1847年9月14日 - 1908年11月8日）は、イギリスの物理学者である。お雇い外国人として明治6年（1873年）から11年まで工部省工学寮（1877年工部大学校に改称、東京大学工学部の前身）で教えた。日本で初めてアーク灯を点灯した。
最初に結婚した医師、マチルダ・チャップリン＝エアトンとは一緒に来日し、マチルダは日本では助産師の学校を開き、自ら教えた。英国に帰国後再婚したハータ・エアトンも女性科学者として業績をあげた。

## 来歴
1847年、ロンドンに生まれた。ロンドンのユニバシティ・カレッジで学び、1868年インドのベンガルで通信建設の仕事についた。1873年、明治政府の招きで来日し、工部大学の教授となった。6年間日本に滞在した後ロンドンのフィンスベリー工科大学(Finsbury College of the City and Guilds of London Technical Institute)の応用物理学の教授になった。
1881年王立協会フェロー選出、1901年同協会からロイヤル・メダル受賞。1884年にCentral Technical Collegeの電気工学の教授になった。1885年にハータと結婚した。多くの論文を発表しているが、特にジョン・ペリーと共同で行った、電気計測機器の開発で知られている。

## 教え子
- 加藤木重教